# Ligne Keihin-Tōhoku
La ligne Keihin-Tōhoku (京浜東北線, Keihin Tōhoku-sen) est une ligne ferroviaire du réseau JR East au Japon. Elle fait la connexion entre Ōmiya dans la préfecture de Saitama, Tokyo et Yokohama. La longueur totale de la ligne est de 59 km.

## Histoire
La ligne Keihin reliant la gare de Tokyo à celle de Takashimacho (aujourd’hui gare de Yokohama) a ouvert en 1914. En 1924, les services de la ligne Keihin furent prolongés sur la ligne principale Tōhoku jusqu’à Akabane, puis jusqu’à Ōmiya en 1932. L’ensemble pris alors le nom de ligne Keihin-Tōhoku (après avoir été initialement appelé ligne Tōhoku-Keihin).
Les services interconnectés avec la ligne Negishi débutèrent en 1964.
La gare de Takanawa Gateway, 36e gare de la ligne, ouvre au public le 14 mars 2020.

## Caractéristiques

### Ligne
- Longueur : 59,1 km
- Ecartement : 1 067 mm
- Alimentation : 1 500 Vcc par caténaire
- Nombre de voies : double voie

### Tracé
|  |

### Interconnexions
À la gare de Yokohama, l’ensemble des trains de la ligne continuent sur la ligne Negishi jusqu’à Ōfuna.
Certains services de la ligne Yokohama empruntent la ligne Keihin-Tōhoku entre Higashi-Kanagawa et Yokohama.

### Liste des gares
La ligne Keihin-Tōhoku comprend 36 gares numérotées de JK-12 à JK-47.
| Ligne (Nom officiel)     | Numéro           | Gare               | Nom japonais   | Distance depuis Ōmiya (km) | Correspondances | Localisation           | Localisation          |
| ------------------------ | ---------------- | ------------------ | -------------- | --- | --- | ---------------------- | --------------------- |
| Ligne principale Tōhoku  | OMYJK47          | Ōmiya              | 大宮           | 0 | Shinkansen (Tōhoku, Jōetsu, Hokuriku, Yamagata, Akita) JU Ligne Utsunomiya (Ligne principale Tōhoku) JU Ligne Takasaki JA Ligne Saikyō JS Ligne Shōnan-Shinjuku ■ Ligne Kawagoe Ligne Tōbu Urban Park New Shuttle                  | Omiya-ku, Saitama      | Préfecture de Saitama |
| Ligne principale Tōhoku  | JK46             | Saitama-Shintoshin | さいたま新都心 | 1,6 | JU Ligne Utsunomiya JU Ligne Takasaki | Omiya-ku, Saitama      | Préfecture de Saitama |
| Ligne principale Tōhoku  | JK45             | Yono               | 与野           | 2,7 | | Urawa-ku, Saitama      | Préfecture de Saitama |
| Ligne principale Tōhoku  | JK44             | Kita-Urawa         | 北浦和         | 4,3 | | Urawa-ku, Saitama      | Préfecture de Saitama |
| Ligne principale Tōhoku  | URWJK43          | Urawa              | 浦和           | 6,1 | JU Ligne Utsunomiya JU Ligne Takasaki JS Ligne Shōnan-Shinjuku | Urawa-ku, Saitama      | Préfecture de Saitama |
| Ligne principale Tōhoku  | JK42             | Minami-Urawa       | 南浦和         | 7,8 | JM Ligne Musashino | Minami-ku, Saitama     | Préfecture de Saitama |
| Ligne principale Tōhoku  | JK41             | Warabi             | 蕨             | 10,6 | | Warabi                 | Préfecture de Saitama |
| Ligne principale Tōhoku  | JK40             | Nishi-Kawaguchi    | 西川口         | 12,5 | | Kawaguchi              | Préfecture de Saitama |
| Ligne principale Tōhoku  | JK39             | Kawaguchi          | 川口           | 14,5 | | Kawaguchi              | Préfecture de Saitama |
| Ligne principale Tōhoku  | ABNJK38          | Akabane            | 赤羽           | 17,1 | JU Ligne Utsunomiya JU Ligne Takasaki JA Ligne Saikyo JS Ligne Shōnan-Shinjuku | Kita-ku                | Tokyo                 |
| Ligne principale Tōhoku  | JK37             | Higashi-Jūjō       | 東十条         | 18,9 | | Kita-ku                | Tokyo                 |
| Ligne principale Tōhoku  | JK36             | Ōji                | 王子           | 20,4 | N Ligne Namboku Toden Arakawa | Kita-ku                | Tokyo                 |
| Ligne principale Tōhoku  | JK35             | Kami-Nakazato      | 上中里         | 21,5 | | Kita-ku                | Tokyo                 |
| Ligne principale Tōhoku  | JK34             | Tabata             | 田端           | 23,2 | JY Ligne Yamanote | Kita-ku                | Tokyo                 |
| Ligne principale Tōhoku  | JK33             | Nishi-Nippori*     | 西日暮里       | 24,0 | JY Ligne Yamanote C Ligne Chiyoda Nippori-Toneri Liner | Arakawa-ku             | Tokyo                 |
| Ligne principale Tōhoku  | NPRJK32          | Nippori*           | 日暮里         | 24,5 | JJ Ligne Jōban JY Ligne Yamanote Ligne principale Keisei Nippori-Toneri Liner | Arakawa-ku             | Tokyo                 |
| Ligne principale Tōhoku  | JK31             | Uguisudani*        | 鶯谷           | 25,6 | JY Ligne Yamanote | Taitō-ku               | Tokyo                 |
| Ligne principale Tōhoku  | UENJK30          | Ueno               | 上野           | 26,7 | Shinkansen (Tōhoku, Jōetsu, Hokuriku, Yamagata, Akita) JJ Ligne Jōban JU Ligne Utsunomiya JU Ligne Takasaki JU Ligne Ueno-Tokyo JY Ligne Yamanote G Ligne Ginza Ligne Hibiya Ligne principale Keisei (à la gare de Keisei Ueno)    | Taitō-ku               | Tokyo                 |
| Ligne principale Tōhoku  | JK29             | Okachimachi*       | 御徒町         | 27,3 | JY Ligne Yamanote E Ligne Ōedo (à la station Ueno-Okachimachi) | Taitō-ku               | Tokyo                 |
| Ligne principale Tōhoku  | AKBJK28          | Akihabara          | 秋葉原         | 28,3 | JB Ligne Chūō-Sōbu JY Ligne Yamanote Tsukuba Express H Ligne Hibiya | Chiyoda-ku             | Tokyo                 |
| Ligne principale Tōhoku  | KNDJK27          | Kanda              | 神田           | 29,0 | JC Ligne rapide Chūō G Ligne Ginza | Chiyoda-ku             | Tokyo                 |
| Ligne principale Tōhoku  | TYOJK26          | Tokyo              | 東京           | 30,3 | Shinkansen (Tōhoku, Jōetsu, Hokuriku, Yamagata, Akita) Shinkansen Tōkaidō JC Ligne rapide Chūō JE Ligne Keiyō JO Ligne Sōbu JT Ligne principale Tōkaidō JU Ligne Ueno-Tokyo JY Ligne Yamanote JO Ligne Yokosuka M Ligne Marunouchi | Chiyoda-ku             | Tokyo                 |
| Ligne principale Tōkaidō | TYOJK26          | Tokyo              | 東京           | 30,3 | Shinkansen (Tōhoku, Jōetsu, Hokuriku, Yamagata, Akita) Shinkansen Tōkaidō JC Ligne rapide Chūō JE Ligne Keiyō JO Ligne Sōbu JT Ligne principale Tōkaidō JU Ligne Ueno-Tokyo JY Ligne Yamanote JO Ligne Yokosuka M Ligne Marunouchi | Chiyoda-ku             | Tokyo                 |
| JK25                     | Yūrakuchō*       | 有楽町             | 31,1           | JY Ligne Yamanote Y Ligne Yūrakuchō H Ligne Hibiya (à la station Hibiya) C Ligne Chiyoda (à la station Hibiya) I Ligne Mita (à la station Hibiya) | | Chiyoda-ku             | Tokyo                 |
| SMBJK24                  | Shimbashi*       | 新橋               | 32,2           | JT Ligne principale Tōkaidō JY Ligne Yamanote JO Ligne Yokosuka G Ligne Ginza A Ligne Asakusa New Transit Yurikamome | Minato-ku |                        | Tokyo                 |
| HMCJK23                  | Hamamatsuchō     | 浜松町             | 33,4           | JU Ligne Yamanote MO Tokyo Monorail A Ligne Asakusa (à la station Daimon) E Ligne Ōedo (à la station Daimon) ■ Tokyo Monorail | Minato-ku |                        | Tokyo                 |
| JK22                     | Tamachi          | 田町               | 34,9           | JY Ligne Yamanote | Minato-ku |                        | Tokyo                 |
| JK21                     | Takanawa Gateway | 高輪ゲートウェイ   | 36,2           | JY Ligne Yamanote | Minato-ku |                        | Tokyo                 |
| SGWJK20                  | Shinagawa        | 品川               | 37,1           | Shinkansen Tōkaidō JT Ligne principale Tōkaidō JO Ligne Yokosuka JY Ligne Yamanote Ligne principale Keikyū | Minato-ku |                        | Tokyo                 |
| JK19                     | Ōimachi          | 大井町             | 39,5           | Ligne Rinkai OM Ligne Tōkyū Ōimachi | Shinagawa-ku |                        | Tokyo                 |
| JK18                     | Ōmori            | 大森               | 41,7           | | Ōta-ku |                        | Tokyo                 |
| JK17                     | Kamata           | 蒲田               | 44,7           | IK Ligne Tōkyū Ikegami TM Ligne Tōkyū Tamagawa | Ōta-ku |                        | Tokyo                 |
| KWSJK16                  | Kawasaki         | 川崎               | 48,5           | JT Ligne principale Tōkaidō JN Ligne Nambu Ligne principale Keikyū (à la gare de Keikyū Kawasaki) Ligne Keikyū Daishi (à la gare de Keikyū Kawasaki)                                                                                                 | Kawasaki-ku, Kawasaki | Préfecture de Kanagawa |                       |
| JK15                     | Tsurumi          | 鶴見               | 52,0           | JI Ligne Tsurumi Ligne principale Keikyū (à la gare de Keikyū Tsurumi) | Tsurumi-ku, Yokohama | Préfecture de Kanagawa |                       |
| JK14                     | Shin-Koyasu      | 新子安             | 55,1           | Ligne principale Keikyū (à la gare de Keikyū Shinkoyasu) | Kanagawa-ku, Yokohama | Préfecture de Kanagawa |                       |
| JK13                     | Higashi-Kanagawa | 東神奈川           | 57,3           | JH Ligne Yokohama (interconnexion) | Kanagawa-ku, Yokohama | Préfecture de Kanagawa |                       |
| YHMJK12                  | Yokohama         | 横浜               | 59,1           | JK Ligne Negishi (interconnexion) JS Ligne Shōnan-Shinjuku JT Ligne principale Tōkaidō JH Ligne Yokohama JO Ligne Yokosuka Ligne principale Keikyū Ligne principale Sōtetsu TY Ligne Tōkyū Tōyoko Ligne Minatomirai Ligne bleue du métro de Yokohama | Nishi-ku, Yokohama | Préfecture de Kanagawa |                       |

* Les trains Rapid ne n'arrêtent pas dans ces gares.

## Matériel roulant
La ligne Keihin-Tōhoku est parcourue par des automotrices série E233-1000 pour les services propres à la ligne, et des automotrices série E233-6000 pour les services interconnectés avec la ligne Yokohama.

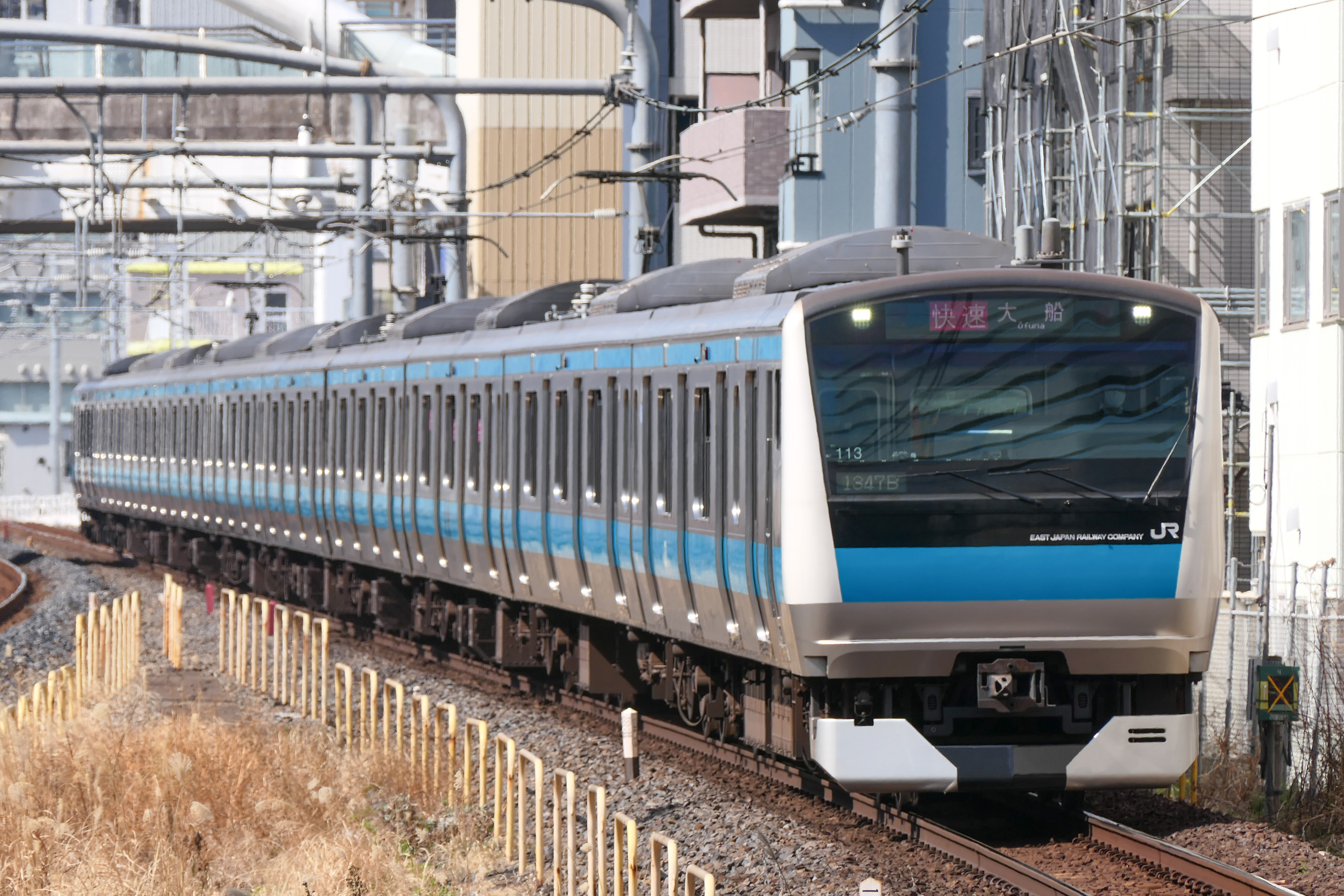
Série E233-1000
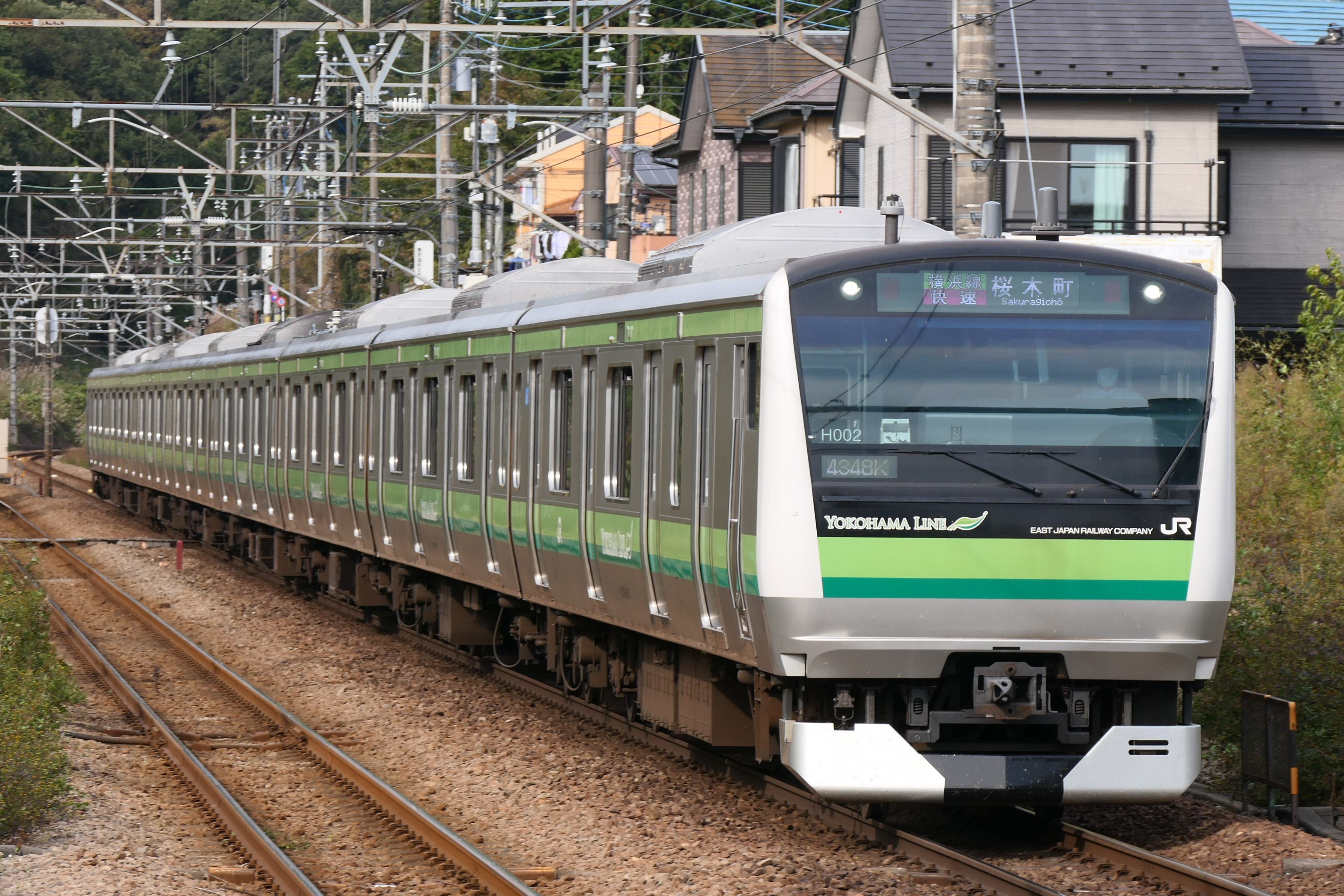
Série E233-6000